# Gałsan Bazarżapow
Gałsan Belikowicz Bazarżapow (ros. Галсан Бэликович Базаржапов; ur. 1 listopada 1994) – rosyjski łucznik, olimpijczyk z Tokio 2020, wicemistrz świata i mistrz Europy.

## Wyniki
| Impreza            | Rok  | Miejsce | Konkurencja   | Pozycja |                      |      |       |               |     |
| ------------------ | ---- | ------- | ------------- | ------- | -------------------- | ---- | ----- | ------------- | --- |
| Impreza            | Rok  | Miejsce | Konkurencja   | Pozycja | Igrzyska olimpijskie | 2020 | Tokio | indywidualnie | 33. |
| mikst              | 9.   |         |               |         | Igrzyska olimpijskie | 2020 | Tokio |               |     |
| Mistrzostwa świata | 2017 | Meksyk  | indywidualnie | 33.     |                      |      |       |               |     |
| Mistrzostwa świata | 2017 | Meksyk  | drużynowo     | 9.      |                      |      |       |               |     |
| Mistrzostwa świata | 2021 | Yankton | indywidualnie | 5.      |                      |      |       |               |     |
| Mistrzostwa świata | 2021 | Yankton | drużynowo     | 9.      |                      |      |       |               |     |
| Mistrzostwa świata | 2021 | Yankton | mikst         | srebro  |                      |      |       |               |     |
| Mistrzostwa Europy | 2018 | Legnica | indywidualnie | 9.      |                      |      |       |               |     |
| Mistrzostwa Europy | 2018 | Legnica | drużynowo     | złoto   |                      |      |       |               |     |
| Mistrzostwa Europy | 2021 | Antalya | indywidualnie | srebro  |                      |      |       |               |     |
| Mistrzostwa Europy | 2021 | Antalya | drużynowo     | brąz    |                      |      |       |               |     |